# Marguerite Van Biesbroeck

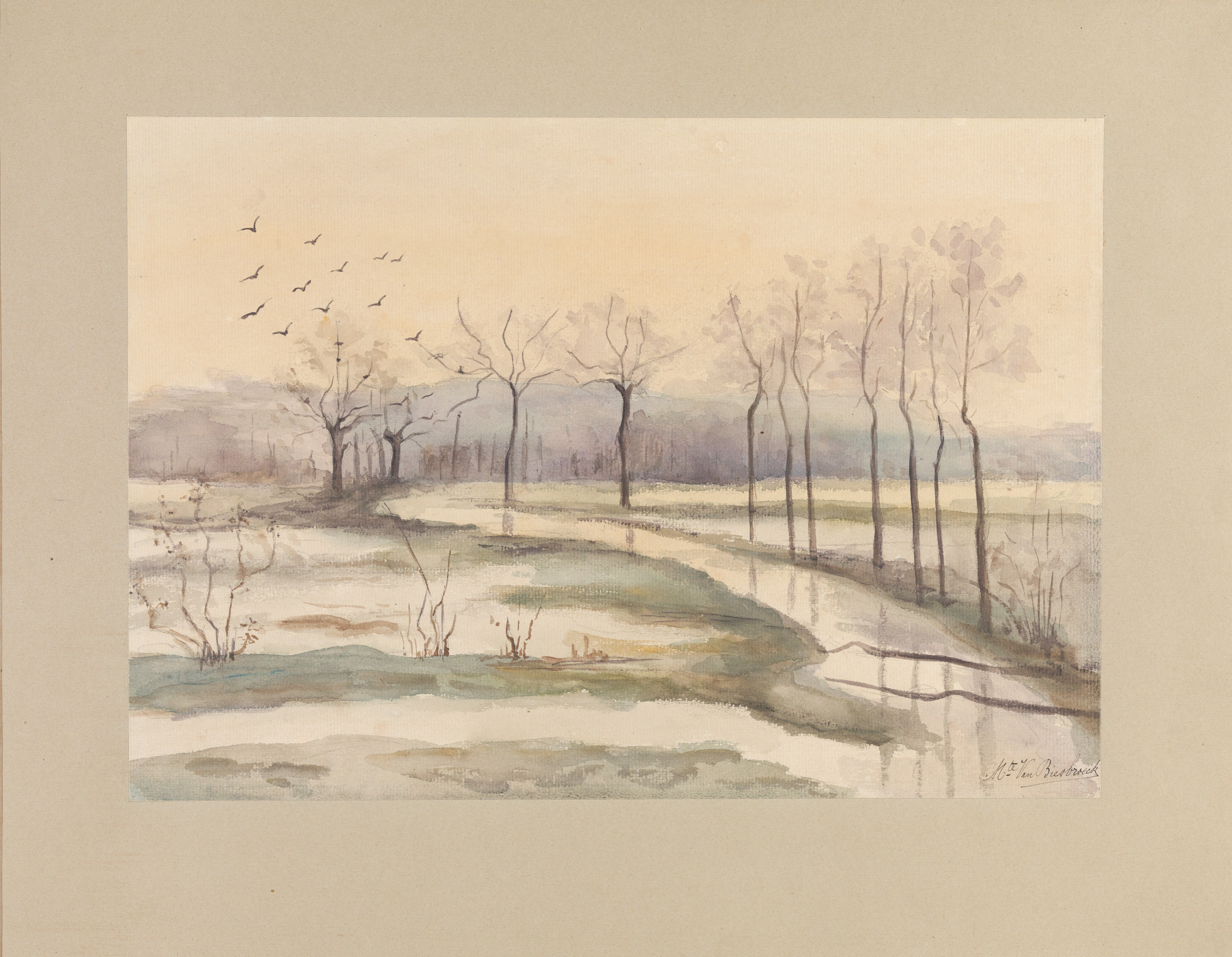
Hulde van toegenegenheid en bewondering aan den landschapschilder Cesar de Cock op den 80en verjaardag zijner geboorte, Gent, den 23 juli 1903

Margeret Mathildis, gekend als Marguerite Van Biesbroeck (Gent,18 januari 1875 – Verenigde Staten, 1965) was een Belgische kunstenares tijdens de belle époque. Ze is afkomstig uit een bekende Gentse kunstenaarsfamilie. Haar vader Louis Van Biesbroeck was beeldhouwer.
In 1919 verhuisde ze samen met haar broer en schoonzus, George Van Biesbroeck en Julia Sterpin en hun kinderen naar de Verenigde Staten, meer bepaald Wisconsin. Ze bleef ongehuwd en had geen kinderen.

## Educatie
Zowel Marguerite Van Biesbroeck als haar schoonzus, Julia Sterpin-Van Biesbroeck, studeerden aan het Instituut van Bischoffsheim te Brussel (1903). Hier kregen ze les van Adolphe Crespin, hetgeen zichtbaar is in haar werk. Tegelijkertijd studeerde ze ook piano aan het Conservatorium van Gent.

## Carrière
In de beginperiode van haar carrière (1896-1900) exposeerde ze vooral studies (études) en schilderijen. Uiteindelijk werd ze lid van Le Cercle Artistique et Littéraire de Gand en in 1901 exposeerde ze er samen met Marie-Anne Tibbaut.
De eerste expositie waar ze decoratieve objecten tentoon stelde was de Exposition Universelle te Parijs in 1900. Ze nam deel aan tentoonstellingen nationaal en internationaal, voornamelijk in Gent, Brussel en Parijs (1900-1913). In 1903 en 1907 nam ze deel aan de Brusselse triënnale Salons bij de decoratieve kunsten. In haar eigen woonst te Gent organiseerde ze tentoonstellingen en ze gaf er ook betaalde lessen over olieverf, pyrografie, gesponnen leer en schilderen op porselein, email en zijde. In 1910 stelde ze samen met haar schoonzus, Julie Sterpin, beschilderde keramische objecten tentoon op deze locatie. Tijdens de Wereldtentoonstelling te Gent in 1913 exposeerde Marguerite Van Biesbroeck in het Palais des Travaux féminins.
Op de Exposition des Arts Décoratifs in Parijs in 1925 stelde ze tentoon, ook al woonde ze toen reeds in Wisconsin. Ze werkte toen als bibliothecaresse en van haar zijn voor die periode enkel nog aquarellen bekend.

## Werken
Marguerite Van Biesbroeck maakte zowel aquarellen als decoratieve objecten, zoals vazen, doosjes, schalen en schotels, met vooral florale motieven, een kenmerk van de art nouveau. Ook golvende lijnen zien we op haar objecten, waarvan ze het vlakkarakter benadrukte. Slechts enkele werken van haar hand zijn bekend (Design Museum Gent). Dit zijn voornamelijk gedecoreerde objecten zoals vazen en doosjes. De aquarellen zijn vooral landschappen, vaak kustgezichten. Deze aquarellen gemaakt in de periode dat ze in Wisconsin verbleef bevatten o.a. paarden met cowboys. Een groot deel van haar werken zijn nog in het bezit van de kleinkinderen van George Van Biesbroeck, Marguerites broer.

## Erkenning en prijzen
In 1899 kreeg Marguerite Van Biesbroeck een brief toegestuurd van de Brusselse Société royale pour l’encouragement des Beaux-Arts waarin haar medailles en onderscheidingen vermeld worden.